# Département Grande Sido
Das Département Grande Sido ist ein Département im Süden des Tschad. Es liegt im südlichen Teil der Provinz Moyen-Chari an der Grenze zur Zentralafrikanischen Republik, die Hauptstadt ist Maro. Beim Zensus im Jahr 2009 wurden 105.375 Einwohner gezählt.

## Verwaltungsuntergliederung
Das Département ist in vier Unterpräfekturen unterteilt:
- Maro
- Danamadji
- Djéké Djéké
- Sido